# Jean-Antonie Alavoine
Jean-Antoine Alavoine (4 de enero de 1778 – 15 de noviembre de 1834) fue un arquitecto francés.
Alumno de Jean-Thomas Thibault en la École nationale supérieure des beaux-arts, fue tres veces logista del Prix de Rome. Tras sus estudios, fue nombrado arquitecto de la ciudad de París.
Es principalmente recordado por la Columna de Julio, levantada en la Plaza de la Bastilla de París para conmemorar la revolución de 1830. Realizada conscientemente a una escala mayor que la columna de la Place Vendôme, es una interpretación libre de la columna corintia, exagerando las volutas de las esquinas y añadiendo putti; un diseño que ha sido calificado de complicado e incoherente, y que no ha gozado de imitadores. Iniciada en 1831, se concluyó en 1840, ya muerto Alavoine, siendo sucedido en la dirección de las obras por Joseph-Louis Duc.
En 1813, por orden de Napoleón y junto con el también arquitecto Bridan y bajo la dirección de Ambroise Tardieu, ya había diseñado, para la misma Plaza de la Bastilla, un proyecto de fuente que incluía la escultura colosal de un elefante (el llamado Elefante de la Bastilla) que se pretendía realizar con el bronce de los cañones tomados en España (Guerra de la Independencia Española). El monumento (de 16 metros de largo y 24 metros de alto, de los que 15 corresponderían a la estatua en sí) permitiría el acceso a su interior, desde donde, mediante una escalera, se subiría al howdah (la estructura en forma de torre que lleva el elefante en su lomo) desde donde los visitantes admirarían las vistas. No se llegó a realizar, pero subsiste una maqueta a gran escala que se terminó en 1846 (aparece en una escena de Los Miserables de Victor Hugo).
Entre sus primeros trabajos, Alavoine construyó un invernadero para el jardín botánico de M. Boursault (en Yerres, cerca de Brunoy) y un puente para M. Hypolitte (en el parque de Cassan); ambos ilustrados en obra de 1812 de Jean-Charles Krafft Recueil d'architecture civile : contenant les plans, coupes et élévations des châteaux, maisons de campagne, et habitations rurales, jardins anglais, temples, chaumières, kiosques, ponts, etc., situés, aux environs de Paris...
También realizó un proyecto para la aguja de la Catedral de Rouen basado en la de la Catedral de Salisbury, pero realizado totalmente en fundición de hierro; por su fecha (1823) está considerado uno de los primeros diseños neogóticos en Francia; por su material, que ya había empleado en 1817 en la restauración de la Catedral de Sées, es uno de los primeros ejemplos de arquitectura del hierro. El uso de un material contemporáneo en tareas de restauración causó escándalo, recibiendo las críticas de Quatremère de Quincy, lo que perjudicó la carrera de Alavoine.
En 1822 diseñó el pedestal de la estatua ecuestre de Luis XIV en la Place des Victoires.

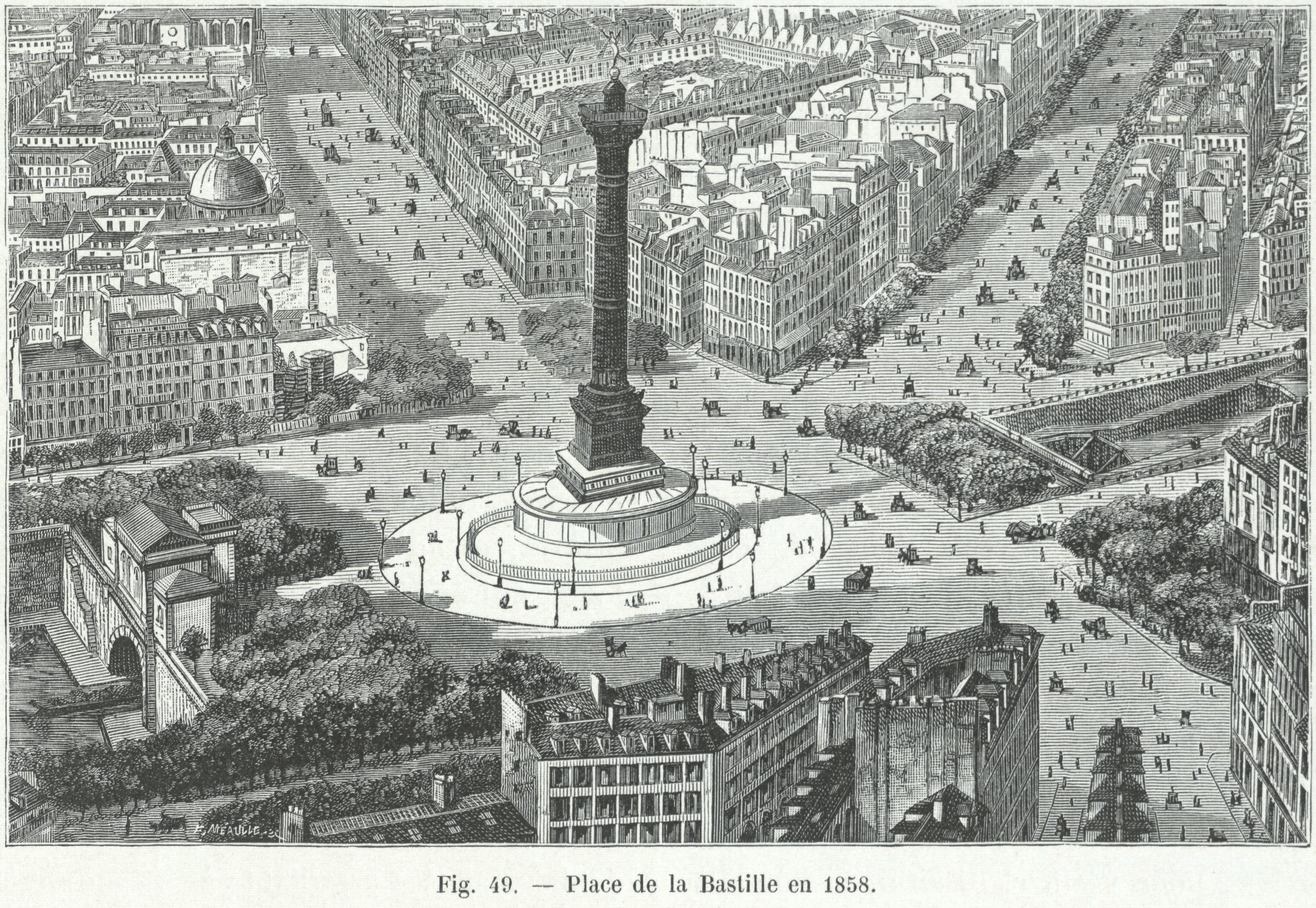
Columna de la Bastilla.
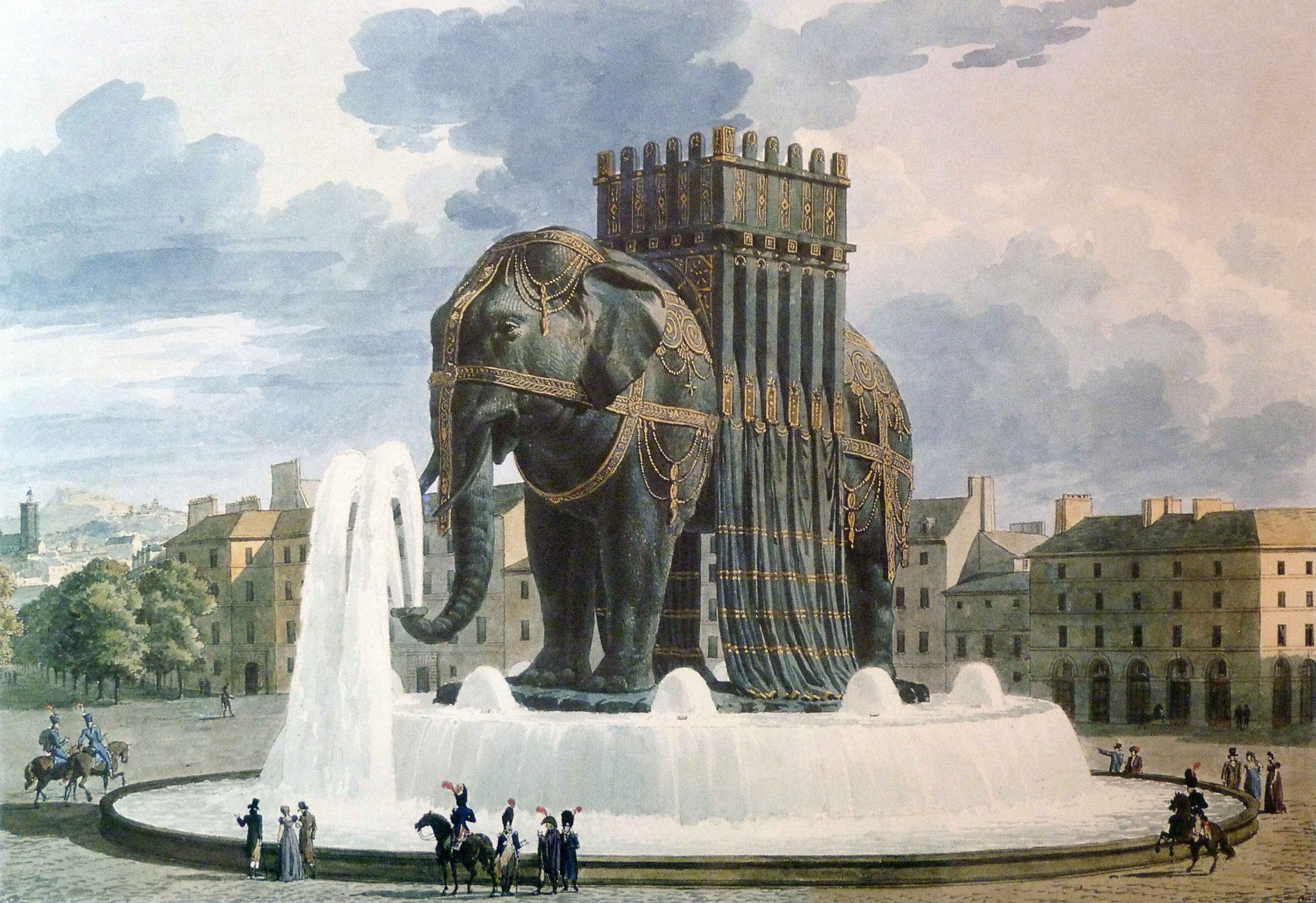
Acuarela de Alavoine con su proyecto para la fuente del Elefante de la Bastilla.
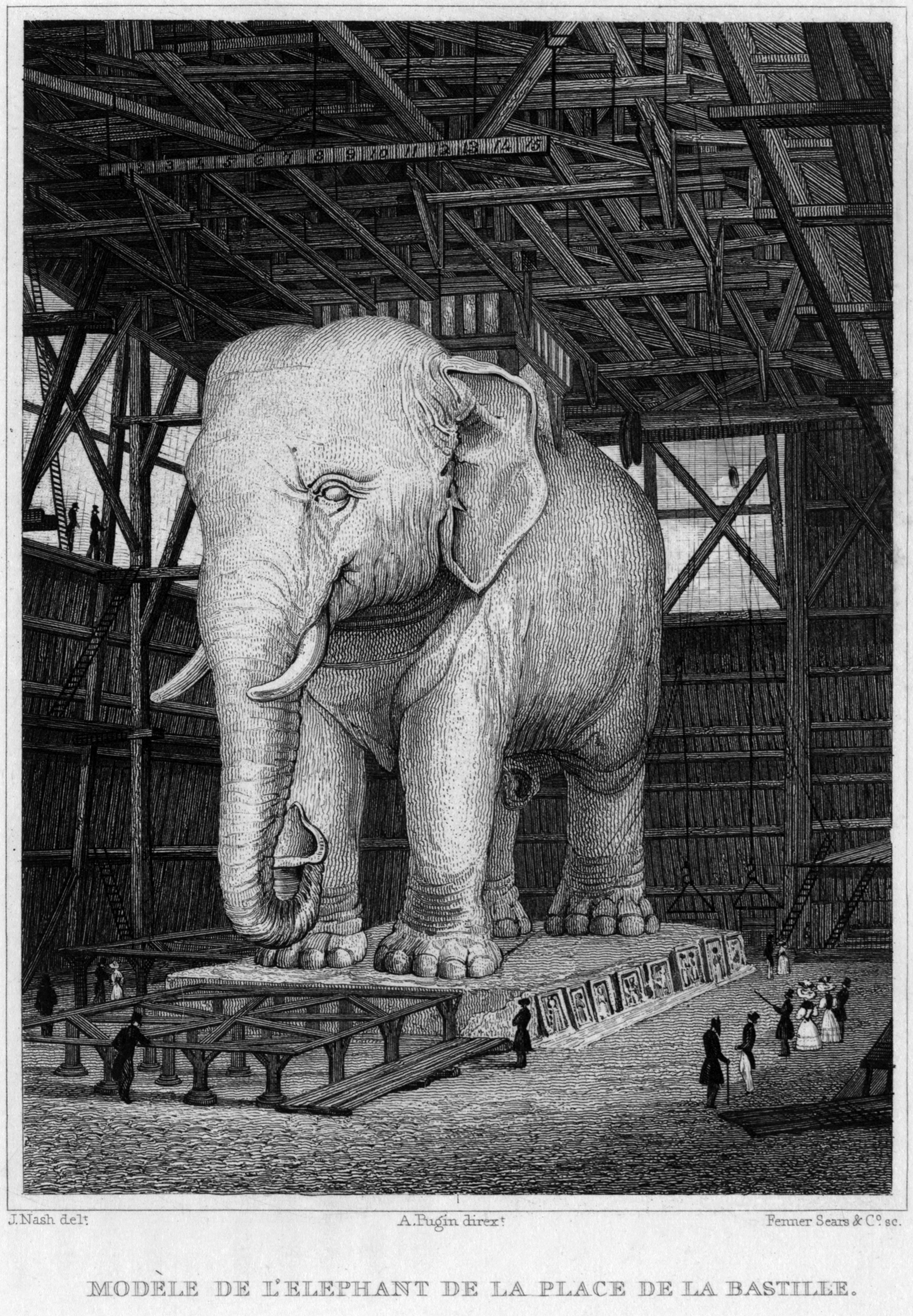
La maqueta del Elefante de la Bastilla.
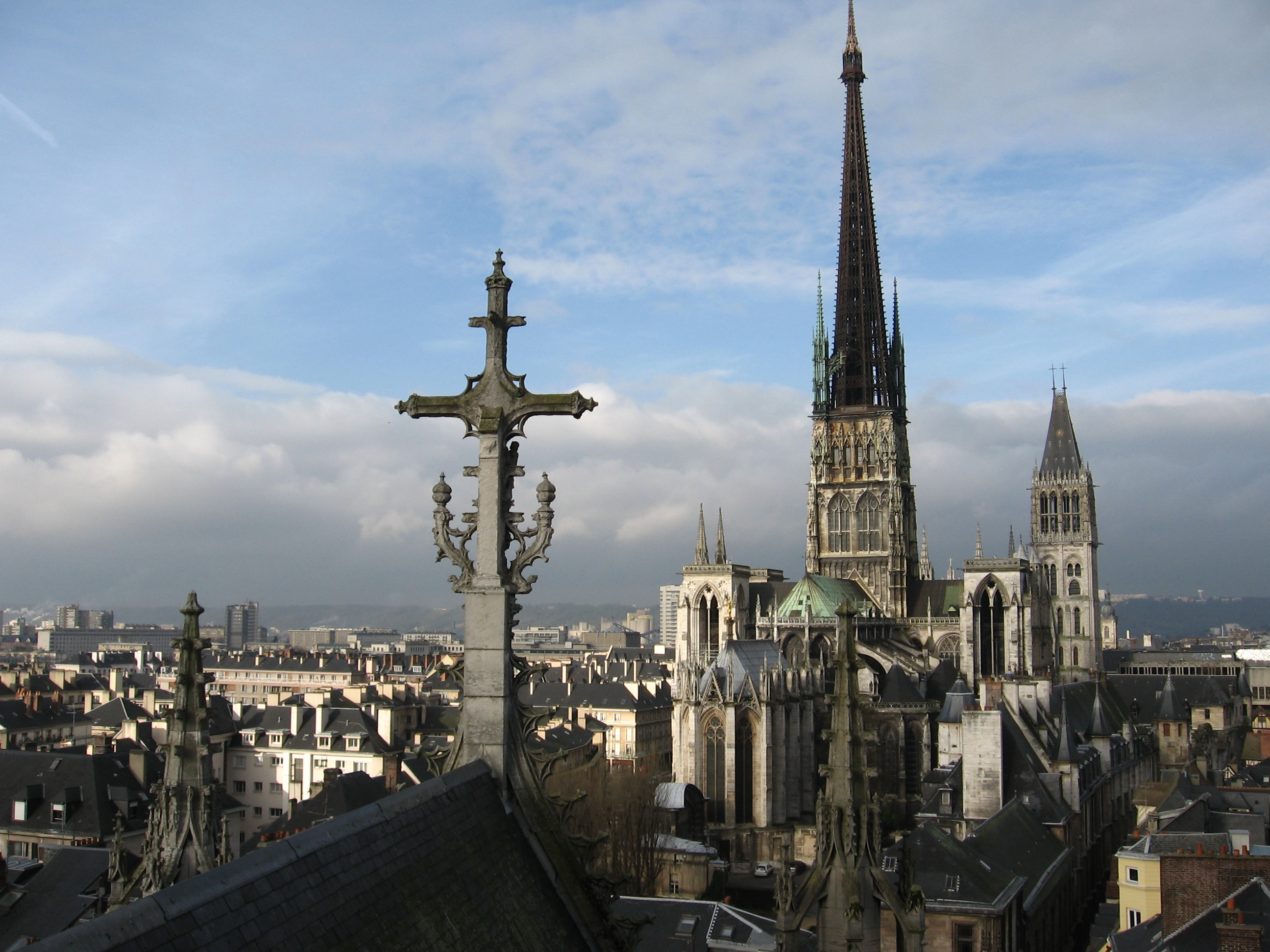
Flecha de la Catedral de Rouen.
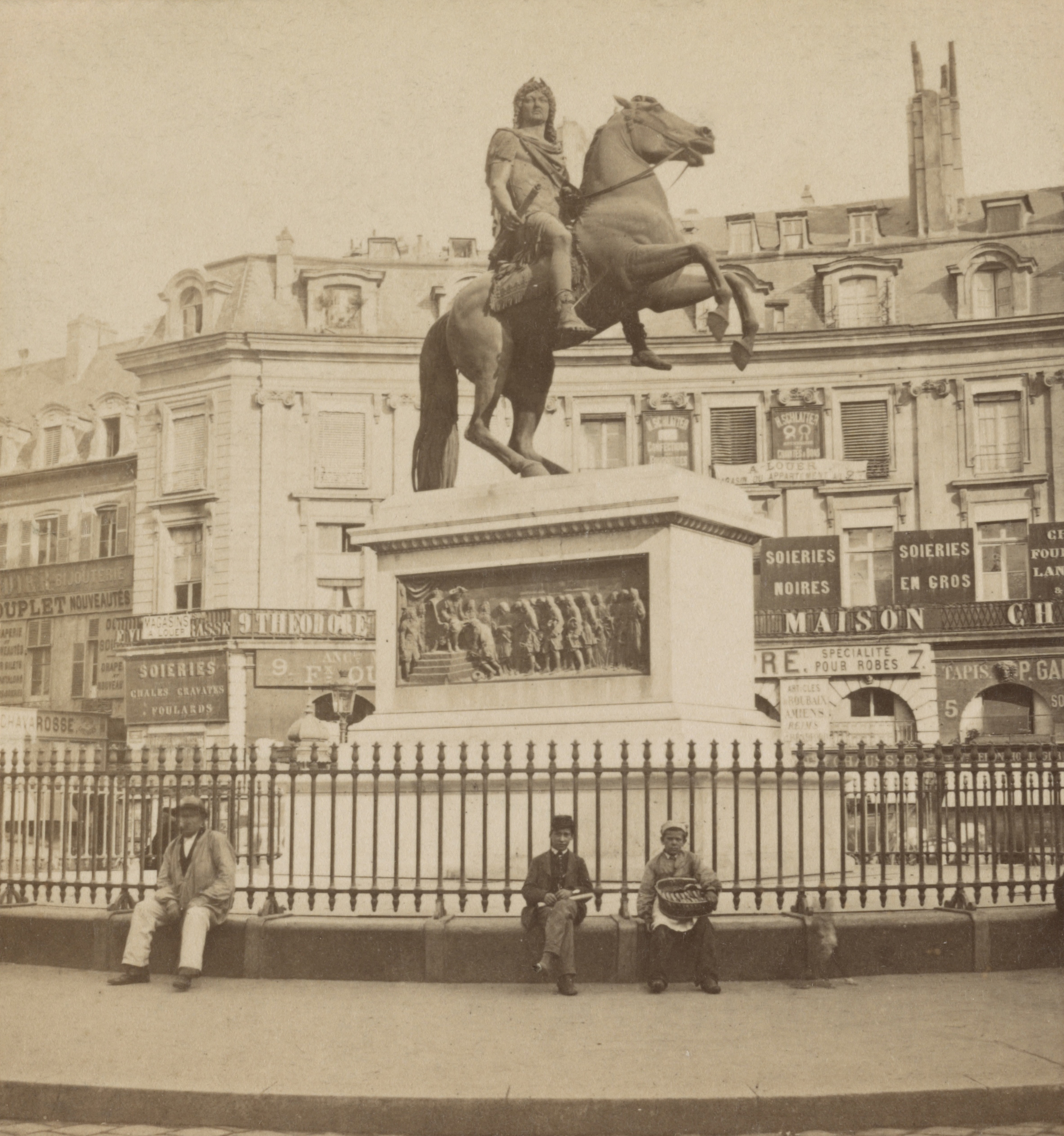
Monumento a Luis XIV en Place des Victoires.